# Jieitai
Le Jieitai (自衛隊?), in italiano Forze di autodifesa del Giappone traduzione trasposta dall'inglese Japan Self-Defense Forces (abbreviato JSDF), sono l'insieme delle forze armate nipponiche, create dopo la fine della seconda guerra mondiale.
Le forze armate giapponesi, dal secondo conflitto mondiale, non possono prendere parte in conflitti armati, ma hanno partecipato ad alcune operazioni internazionali di mantenimento della pace. Le forze armate giapponesi sono il 5° esercito più potente del mondo, secondo la classifica 2021.

## Storia

### La creazione e la seconda guerra mondiale
Con l'unificazione del paese e nella seconda metà del XIX secolo dopo l’abolizione del sistema feudale vennero creati un esercito ed una marina militare centralizzati, alimentati anche con l'introduzione della leva militare.
Le forze armate giapponesi ebbero un ruolo fondamentale nella costituzione dell'Impero, come ad esempio nella prima guerra sino-giapponese e nella seconda guerra sino-giapponese anche se si macchiarono di varie atrocità; i crimini di guerra giapponesi più noti avvennero durante la seconda guerra mondiale ove in tal senso si distinse l'unità 731.

### Il secondo dopoguerra
La sconfitta del Giappone nella seconda guerra mondiale ha avuto profondi e duraturi effetti sull'atteggiamento nei confronti della guerra, delle forze armate e del coinvolgimento militare nella politica: con il consenso di parte del popolo, non solo si diede corso allo smantellamento totale di ogni struttura e alla rimozione di tutte le cariche militari, ma fu anche deciso di proibire ogni eventuale programma di riarmo. Sotto il generale Douglas MacArthur quale comandante supremo delle forze alleate durante l'occupazione del Giappone nell'immediato dopoguerra, con il beneplacito di parte dei giapponesi, le autorità di occupazione furono adibite alla demilitarizzazione della nazione. Tutti i club, le scuole, le società associate all'esercito imperiale vennero eliminate. Lo stato maggiore venne abolito, come anche il Ministero dell'interno, il Ministero della guerra giapponese e il Ministero della Marina oltre all'esercito e alla marina imperiale. Le industrie adibite alla fabbricazione di armi, munizioni e navi furono a loro volta smantellate.
Privata di qualsiasi capacità militare dopo il 1945, la nazione aveva solo forze di occupazione e poca polizia interna su cui poter contare per la sicurezza. L'inasprirsi delle tensioni per la Guerra Fredda in Europa e in Asia, insieme agli scioperi e alle dimostrazioni ispirate da ambienti di sinistra in Giappone, portarono alcuni leader politici conservatori a mettere in discussione la rinuncia unilaterale a tutta la capacità militare. Il trauma della sconfitta produsse un forte sentimento pacifista che trovò la sua espressione nella costituzione del 1946 (Nihonkoku Kenpō), la quale, all'articolo 9, rinuncia per sempre alla guerra come strumento di soluzione alle dispute internazionali e dichiara che il Giappone non manterrà mai più "potenziali di forze terrestri, aeree o navali".

### La ricostruzione
Questi sentimenti si inasprirono nel 1950, quando le truppe di occupazione furono in gran parte trasferite in Corea per la Guerra di Corea lasciando il Giappone praticamente senza aiuto nel contrastare le rotture e i disordini interni, e molto consapevole del bisogno di entrare in una relazione di reciproca difesa con gli Stati Uniti per garantire la sicurezza esterna della nazione anche in funzione antisovietica. Incoraggiato dalle autorità occupanti, il governo giapponese nel luglio del 1950 autorizzò la creazione della Riserva Nazionale di Polizia, composto da 75000 uomini equipaggiati con armi di fanteria leggere.
Sottostando ai termini del Patto di Assistenza Reciproca della Sicurezza, ratificato nel 1952 insieme col trattato di pace che il Giappone firmò con gli Stati Uniti e altre nazioni, le forze armate degli Stati Uniti di stanza in Giappone si sarebbero occupate delle aggressioni esterne contro il Giappone, mentre le forze armate giapponesi, sia di terra che di mare, si sarebbero prese cura di minacce interne e disastri naturali. Come da accordo, a metà del 1952 la Riserva Nazionale di Polizia fu ingrandita fino a 110.000 uomini e battezzata "Forza per la Sicurezza Nazionale". La Forza di Sicurezza Costiera che era stata organizzata nel 1950 come controparte sull'acqua della Riserva Nazionale di Polizia, fu trasferita con essa nell'Agenzia di Sicurezza Naturale per costituire una marina ancora embrionale.
Quando il Giappone percepì una crescita della minaccia esterna senza avere forze armate adeguate per contrastarla, la Forza di Sicurezza Nazionale subì un ulteriore sviluppo che implicò complessi problemi politici. La clausola di rinuncia alla guerra scritta nella costituzione fu la base per forti obiezioni politiche a qualsiasi tipo di forza armata oltre alla polizia tradizionale. Nel 1954 governo giapponese sviluppò la JSDF, con l'emanazione di una legge, detta Jieitai hō. Furono create forze armate separate di terra, mare e aria per scopi puramente difensivi, e soggette al potere del Primo ministro.
Per evitare la comparsa di un ritorno del militarismo, i leader giapponesi enfatizzarono le garanzie costituzionali del controllo civile del governo delle forze armate e si sforzarono di usare una terminologia non militare per definire l'organizzazione e le funzioni delle forze armate. Come riflesso della natura difensiva della JSDF, il termine giapponese per "forze armate" che è 軍 (gun), e i termini esercito (rikugun), aviazione (kugun) e marina militare (kaigun) non vengono mai usati nei documenti ufficiali. Il complesso dell'organizzazione fu così chiamato "Agenzia di Difesa" invece che "Ministero della Difesa" (ciò fino al 2007 quando il Ministero della Difesa fu costituito definitivamente). Le forze armate furono chiamate Forza di Autodifesa Terrestre (GSDF), Forza di Autodifesa Marittima (MSDF), Forza di Autodifesa Aerea (ASDF), anziché esercito, marina e aeronautica militare.

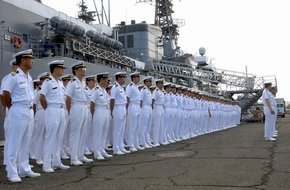
Marinai Giapponesi a bordo del vascello di addestramento JSD Kashmima (7V 3508)

Nonostante il possesso di armi nucleari non sia proibito dalla costituzione, il Giappone, come unica nazione ad aver sperimentato la devastazione di un attacco atomico, decise di non acquisire mai armi nucleari, esprimendo immediatamente il proprio dissenso. La Legge Base sull'Energia Atomica del 1956 limita la ricerca, lo sviluppo e l'utilizzo dell'energia nucleare ad usi esclusivamente pacifici e, a partire dal 1956, la politica nazionale ha espresso "tre principi non nucleari" proibendo alla nazione il possesso, la produzione e l'importazione di armi nucleari.
La legittimità costituzionale della JSDF tuttavia fu messa in dubbio varie volte durante gli anni settanta, e ancor più negli anni ottanta, quando il governo interpretò in senso molto allargato questo diritto all'"autodifesa". L'opinione pubblica, ancora in gran parte pacifista e antimilitarista, percepì queste mosse come una sfida all'articolo 9 della costituzione del Giappone portando come risultato un inasprimento del sentimento antimilitarista stesso.

### Le armi nucleari
Nel 1976 il Giappone ha ratificato il Trattato di non proliferazione di armi nucleari (adottato dal Consiglio di sicurezza delle Nazioni Unite nel 1968) e ha ribadito la sua intenzione di non "sviluppare, usare, o consentire il trasporto di armi nucleari sul proprio territorio" in nessun caso; questa politica per quanto severa ed efficace è stata spesso elusa o ignorata dall'alleato statunitense che ha saltuariamente trasportato nelle acque territoriali nipponiche armi nucleari (come nel caso dell'impennata della radioattività nel Porto di Sasebo, nel 1968, quando la marina statunitense introdusse armi atomiche con la portaerei USS Enterprise). Nonostante la forte opposizione politica e pubblica a questo tipo di armamenti, a causa del suo alto livello tecnologico e il gran numero di centrali nucleari operative, il Giappone è considerato "capace del nucleare", cioè in grado di sviluppare un'arma in poco tempo se la situazione politica dovesse significativamente cambiare.

## Organizzazione
L'articolo 9 della costituzione giapponese dichiara: "Il popolo giapponese rinuncia per sempre alla guerra come diritto sovrano della nazione e alla minaccia di un uso della forza per risolvere le dispute internazionali"; inoltre "i potenziali di forze terrestri, aeree o navali non saranno mai mantenuti".
Il bilancio stanziato annualmente dal governo giapponese è di 45,8 miliardi di dollari all'anno, il quinto al mondo dopo gli Stati Uniti d'America, la Cina, l'Inghilterra e la Francia. Circa il 50% della spesa è usato per il mantenimento delle forze mentre il resto è diviso tra rifornimenti, nuove armi, aggiornamenti etc. Tuttavia, ogni tentativo di incremento del budget è stato fonte di controversie politiche.
Nel novembre 2005, il governo Koizumi ha proposto diverse modifiche alla costituzione che avrebbero consentito di creare un "Ministero della difesa", e di considerare formalmente le JSDF come una forza militare. Il nuovo testo costituzionale sarebbe "Per assicurare la pace e l'indipendenza della nostra nazione come quella dello stato e del popolo, le forze militari di autodifesa saranno mantenute e comandate dal primo ministro del gabinetto col grado di comandante supremo".
Nel 2007 il governo del primo ministro Shinzō Abe ha disposto la creazione di un Ministero della Difesa vero e proprio in luogo dell'Agenzia precedente.
La JSDF ha capacità oltremare fortemente limitate vista la mancanza di unità offensive a lungo raggio come missili a lungo raggio, ed ha un rigido sistema di regole d'ingaggio. Gli Stati Uniti sono i principali responsabili delle attività offensive. Però il Giappone ha approvato nel 2015 una legislazione (autodifesa collettiva) che può sostenere gli alleati se il Giappone è minacciato. La legge si chiama Heiwa anzen hosei (Legge sulla pace e la sicurezza), ed è stata approvata il 19 settembre 2015, entrando in vigore il 23 marzo 2016. La legge permette appunto la cosiddetta "difesa collettiva" (Shudan teki jieiken) che consente di intervenire in difesa degli alleati, e autorizza anche l'intervento all'estero, fino ad allora precluso.

### Personale
Le JSDF contano circa 246.400 effettivi (nel 1992) con 156.000 uomini nelle Forze di autodifesa terrestri, 44.400 nelle Forze di autodifesa marittime, e 46.000 nelle Forze di autodifesa aerea. Le riserve contano di circa 48.400 unità. Il reclutamento avviene esclusivamente tramite volontari: non è assolutamente prevista alcuna coscrizione obbligatoria dal 17 novembre 1945, sei giorni prima la fondazione delle JSDF, di conseguenza, sin dalla loro nascita, sono composte solo da militari professionisti. L'età minima per essere arruolati è di 18 anni.

### Equipaggiamento

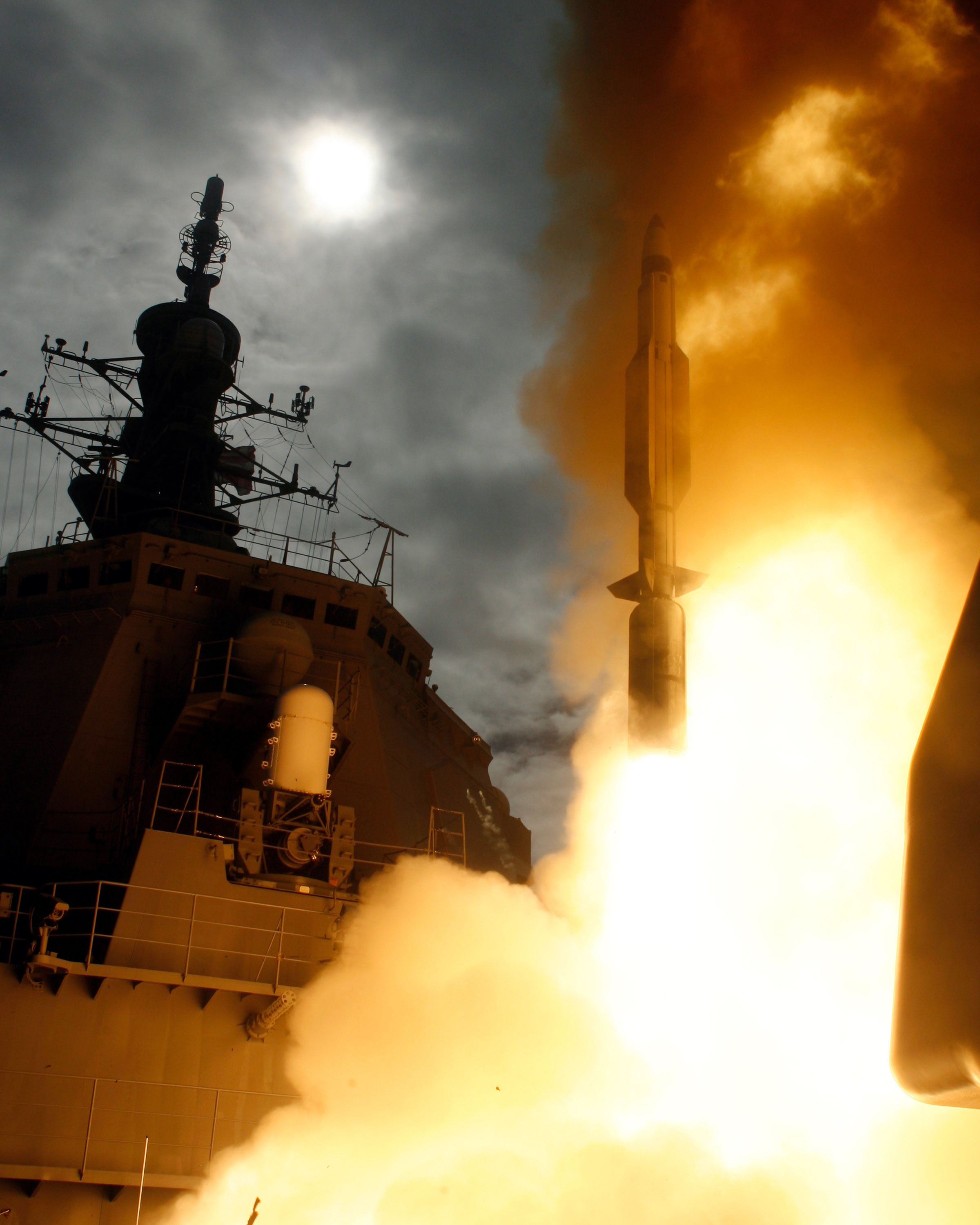
Un SM-3 è lanciato dalla nave JDS Kongo

- Forza terrestre di autodifesa: carri armati da combattimento, veicoli da ricognizione, veicoli corazzati per il trasporto di personale, artiglieria rimorchiata e semovente, mortai, lanciamissili singoli e multipli, contraerea, missili terra-terra, missili anticarro, velivoli ad ala fissa, elicotteri di trasporto e d'attacco.
- Forza marittima di autodifesa: sottomarini diesel, missili anti-missile, fregata con elicotteri, navi da pattugliamento e da combattimento costiero, navi posamine, navi anfibie, navi ausiliari, aerei ad ala fissa ed elicotteri con base a terra.
- Forza aerea di autodifesa: velivoli da attacco terrestre, velivoli da caccia, velivoli da ricognizione, velivoli AWACS, aerei da trasporto, missili terra-aria, aria-superficie, aria-aria, controllo della difesa aerea e unità di allarme.

## Bilancio

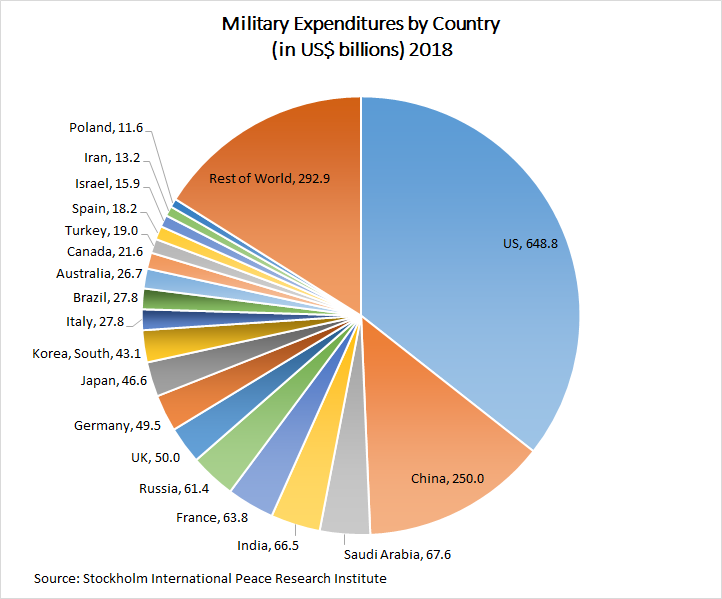
Un grafico a torta che mostra le spese militari globali per paese per il 2018, in miliardi di dollari, secondo SIPRI

Nel 1976, il primo ministro Takeo Miki annunciò che la spesa per la difesa sarebbe dovuta rimanere entro l'1% del prodotto interno lordo del Giappone (PIL), un limite che è stato osservato fino al 1986. A partire dal 2005, il bilancio militare del Giappone è rimasto a circa il 3% del bilancio nazionale; circa la metà viene spesa in spese per il personale, mentre il resto in armi, manutenzione e costi operativi. A partire dal 2011, il Giappone ha l'ottavo bilancio militare più grande del mondo.
Il bilancio militare giapponese pubblicato per il 2015 è stato di 4,98 trilioni di yen (circa 42 miliardi di dollari USA e circa l'1% del PIL giapponese), con un incremento del 2,8% rispetto all'anno precedente.

## Organi di comando

### Vertici
- Primo ministro del Giappone
  - Ministro dello stato per la difesa
    - Vice-ministro per la difesa
      - Direttore generale della Defense Agency
        - Comandanti dei vari rami dell'esercito

### Componenti della forza di autodifesa
- Rikujō Jieitai (Forza terrestre di autodifesa del Giappone) (Esercito)
- Kaijō Jieitai (Forza marittima di autodifesa del Giappone) (Marina militare)
- Kōkū Jieitai (Forza aerea di autodifesa del Giappone) (Aeronautica militare)

### Unità militari
- Cinque armate;
- cinque distretti marittimi;
- tre forze di difesa aerea.

Le basi principali si trovano nell'isola di Hokkaidō, nella parte orientale dell'isola di Honshū, nella parte centrale e occidentale delle isole di Shikoku e di Kyūshū.
La grande base navale di Yokosuka (United States Naval Activities Yokosuka), circa 65 km a sud di Tokyo, è amministrata congiuntamente dalle Forze armate degli Stati Uniti e dal Giappone. È la più grande base navale americana al di fuori degli Stati Uniti ed è la base di supporto (Home Port) della portaerei a propulsione nucleare USS George Washington.
L'organismo di difesa nazionale è nato sulla base della legge sulle forze di autodifesa del 1954 ed è organizzato per assicurare il controllo civile sulle forze armate. Il risultato è un sistema militare unico. Tutto il personale delle forze di autodifesa è tecnicamente composto da soli civili: quelli in uniforme sono classificati come civili speciali in servizio e sono subordinati ai civili speciali che gestiscono l'Agenzia per la Difesa. Non ci sono leggi sul segreto militare e i crimini commessi dal personale militare - sia in base che fuori, sia in servizio che in licenza, di natura militare o meno - sono tutti giudicati dalle normali procedure della corte civile secondo l'appropriata giurisdizione.

## Uniformi, gradi e mostrine
Articolo principale: Gradi militari e mostrine della Forza di autodifesa giapponese
Le uniformi di tutte e tre le branche delle Forze di autodifesa (SDF) sono simili nello stile a quelle indossate dalle forze armate degli Stati Uniti. Le uniformi delle GSDF sono grigie-blu, il personale della MSDF indossa il vestito blu tradizionale, servizio bianco, e uniformi da lavoro color khaki; e il personale della ASDF indossa una sfumatura più chiara del blu indossato dall'Air Force degli Stati Uniti. L'arma a cui i membri delle forze terrestri sono associati è indicata da colori distintivi: per la fanteria, il rosso; per l'artiglieria, il giallo; per i corazzati, l'arancio; per i genieri, il viola; per gli addetti agli armamenti, il verde chiaro; per i dottori, il verde; per l'aviazione militare, l'azzurro; per gli addetti ai segnali, il blu; per il commissariato, il marrone; per l'arma dei trasporti, il viola scuro; per il reparto aereo, il bianco; e per gli altri, il blu scuro. La mostrina sul copricapo, indossata da tutti mostra una colomba della pace.
Ci sono nove gradi di ufficiali nella SDF attiva, insieme al più alto grado dei sottufficiali, quello di maresciallo, più altri cinque gradi di sottufficiale, e tre gradi di truppa. Il grado di sottufficiale più alto, a parte il maresciallo, primo sergente (sottufficiale capo maggiore nelle MSDF e sottufficiale sergente maggiore nelle ASDF), fu stabilito nel 1980 per offrire più opportunità di promozione e periodi di servizio più brevi come sergente di prima classe, sottufficiale capo, o sergente maggiore. Con il sistema precedente, il sottufficiale medio veniva promosso solo due volte in circa trent'anni di servizio e rimaneva alla carica maggiore per quasi dieci anni.
Nel 1992 la forza totale delle tre branche delle SDF era di 246.400 uomini. In aggiunta, la SDF manteneva un totale di 48.400 uomini in riserva militare. Comunque anche quando i componenti attivi e in riserva sono insieme, la nazione mantiene un rapporto tra forza militare e popolazione inferiore a quello di qualsiasi altra nazione appartenente alla NATO. Delle nazioni asiatiche principali solo l'India e l'Indonesia hanno un rapporto inferiore di personale armato.
La SDF è composta interamente da volontari. La leva militare non è proibita di per sé dalla legge, ma l'articolo 18 della costituzione, che bandisce la servitù volontaria eccetto che come punizione per un crimine, è interpretato come proibizione legale di ogni forma di leva. Anche in assenza di un'interpretazione così stretta, comunque, una leva militare obbligatoria appare politicamente impossibile.

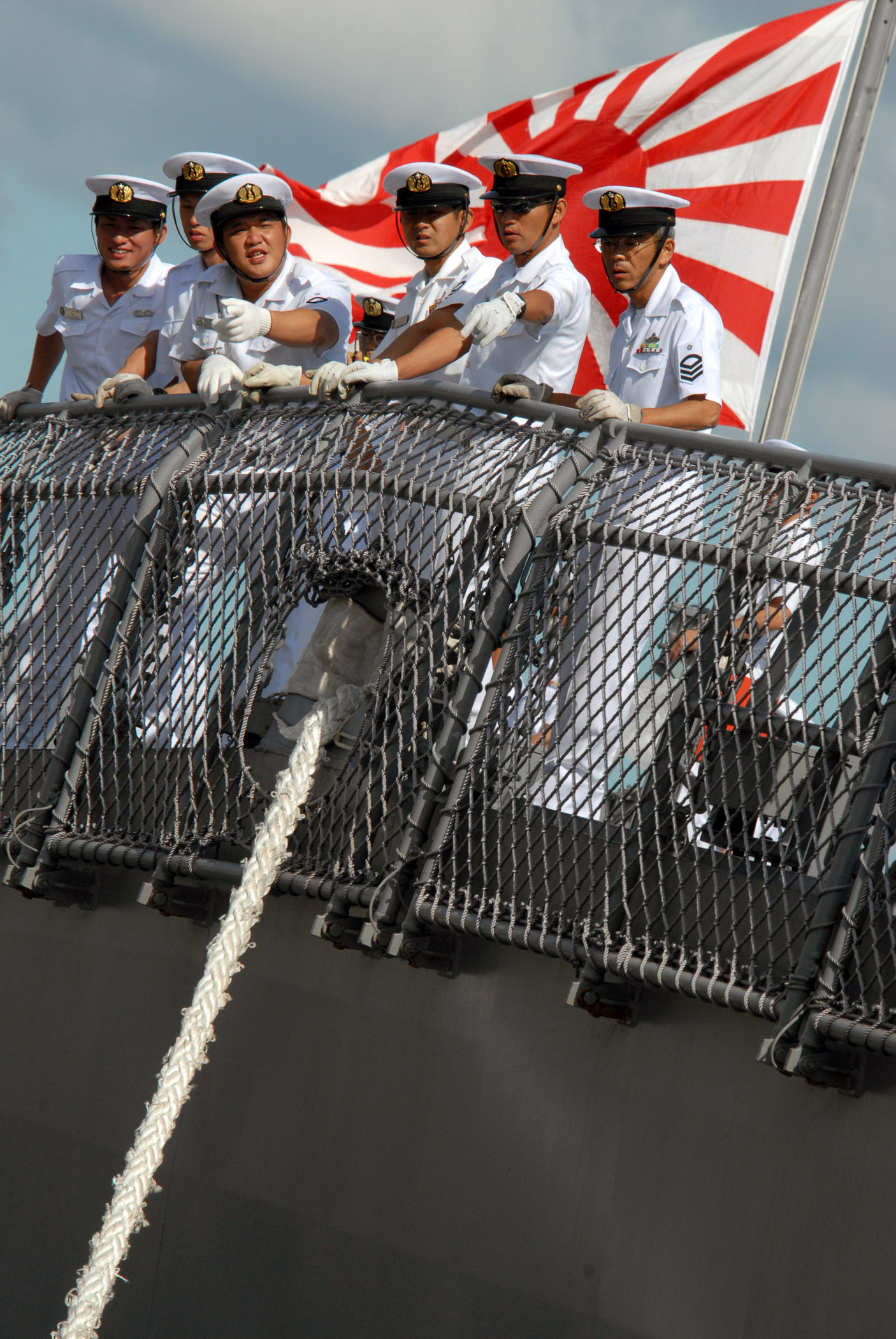
Marinai giapponesi a bordo della JS Kongo

Il personale in uniforme della SDF è reclutato come soldato semplice, E-1, marinaio recluta, e pilota aereo base per un termine fissato. Le reclute delle forze terrestri solitamente prestano servizio per due anni; l'addestramento in specialità tecniche dura tre anni. Le reclute della marina e dell'aviazione di solito prestano servizio per tre anni. I candidati ufficiali, gli studenti della Accademia nazionale per la difesa e del Collegio di medicina per la difesa nazionale, e gli studenti candidati per l'arruolamento in scuole tecniche sono iscritti per un periodo di tempo indeterminato. L'Accademia nazionale per la difesa e le scuole tecniche solitamente richiedono un servizio di quattro anni, e il Collegio nazionale di medicina per la difesa ne richiede sei.
Quando la SDF fu formata originariamente, il personale femminile veniva arruolato esclusivamente per il ruolo di paramedico. Le opportunità vennero allargate quando fu concesso alle donne di entrare nel servizio di comunicazione della GSDF nel 1967 e nei servizi di comunicazione della MSDF e della ASDF nel 1974. Nel 1991 le donne nella SDF erano più di 6.000, e potevano accedere a circa l'80 % dei servizi, esclusi quelli che esponevano direttamente ai combattimenti. Nel marzo 1991 si laureò la prima donna nel Collegio di medicina per la difesa nazionale, e l'Accademia di difesa nazionale incominciò ad ammettere le donne nel 1992.
Per le conseguenze della costituzione pacifista voluta dagli americani dopo la seconda guerra mondiale, la SDF ha difficoltà nel reclutare personale qualificato, dovendo competere con industrie ben paganti. Pertanto molte reclute sono volontari "persuasi" che si arruolano dopo una sollecitazione dei reclutatori. Più che altro sono le prefetture di campagna a fornire reclute militari, molto al di là delle proporzioni della loro popolazione. In aree del Giappone, come il Kyūshū e lo Hokkaidō, dove le possibilità di impiego sono limitate, i reclutatori sono benvenuti e sostenuti dai cittadini. Al contrario, in centri urbani come Tokyo e Osaka si ottiene poco successo e scarsa collaborazione.
Dato che le forze armate sono composte interamente da volontari, civili davanti alla legge, i membri possono dimettersi in qualsiasi momento, e il mantenimento è un problema. Molti arruolati sono attirati dalla prospettiva di lavori civili ben retribuiti, e gli ufficiali dell'Agenzia di Difesa si lamentano che le industrie private stanno attirando con il denaro il loro personale. L'Agenzia tenta di fermare queste pratiche minacciando sanzioni per non aver rispettato la firma dei contratti della difesa e con accordi privati con compagnie industriali private. Data la mancanza di occupazione, comunque, sembra che il problema continuerà.
Alcuni ufficiali considerano i membri delle moderne forze armate inferiori al personale dell'esercito imperiale e della marina imperiale, ma la SDF è generalmente considerata professionale e capace. Messa a paragone con le sue controparti in altre nazioni, i membri della SDF sono davvero molto ben istruiti e in buone condizioni fisiche. La cultura è universale, l'insegnamento scolastico è approfondito, il personale viene allenato alle arti marziali, allo Jūdō e al kendō, e gli standard fisici sono severi. Ma rispetto ad altre istituzioni in Giappone, la SDF probabilmente non attrae lo stesso personale altamente qualificato: i diplomati delle università più importanti raramente entrano nell'esercito, e coloro che si iscrivono all'Accademia per la difesa nazionale sono considerati generalmente allo stesso livello di coloro che si iscrivono a università di secondo piano.
Le condizioni generali della vita militare fanno sì che una carriera nella SDF non sembri allettante come quella in una industria privata o nell'amministrazione pubblica. Il servizio dà meno dignità, prestigio, e comodità di quella che si aveva prima della seconda guerra mondiale e, per molti membri del personale della difesa, la vita militare offre uno status inferiore a quello di un'occupazione civile. Le persone che entrano nella SDF sono spesso ingiustamente reputate come incapaci di trovare un lavoro migliore.
Pur essendo militari, il personale della SDF è pagato secondo i livelli di retribuzione utilizzati per i civili, che non sempre distinguono il grado. A volte, i salari della SDF sono più elevati per i subordinati che per gli ufficiali comandanti; i sottufficiali maggiori con un lungo servizio alle spalle, possono guadagnare più di un colonnello appena promosso. Gli aumenti della paga non sono previsti nel budget dell'Agenzia della difesa e non possono essere decisi da pianificatori militari. L'età di pensionamento per gli ufficiali sotto il grado di ammiraglio va dai 53 ai 55 anni, e dai 50 ai 53 anni per il personale arruolato, ma i limiti di età sono a volte estesi in caso di mancanza di personale. Alla fine degli anni ottanta, l'Agenzia della Difesa, preoccupata per la difficoltà nel trovare impieghi post pensione per chi si ritirava in pensione anticipata, ha incominciato a offrire addestramento professionale per il personale arruolato che sta per ritirarsi, e a trasferirli ad unità vicine al posto dove loro intendono stare una volta lasciata la SDF. A partire dall'ottobre 1987, l'Associazione di Collocamento delle SDF dà supporto gratuito per il reinserimento nel mondo del lavoro. I pensionati ricevono la pensione immediatamente appena si ritirano, circa 10 anni prima rispetto alla gran parte del personale nel servizio civile. Finanziare il sistema di pensionamento sembra diventerà un problema sempre più grande con l'invecchiamento della popolazione.
I benefit del personale della SDF non sono comparabili con quelli ottenuti da personale militare attivo negli altri maggiori paesi industrializzati. Le cure sanitarie sono dispensate dall'Ospedale Centrale della SDF, quattordici ospedali regionali, e 165 cliniche in strutture militari e a bordo delle unità navali, ma le cure sanitarie comprendono solo esami fisici e cure per le malattie e infortuni subiti durante il corso del servizio. Non ci sono negozi per militari o privilegi commerciali. Le abitazioni dei soldati sono spesso sotto gli standard del Giappone, e i fondi militari per il mantenimento delle strutture sono concentrati sull'accontentare le comunità civili vicino alle basi piuttosto che sul miglioramento delle strutture all'interno delle basi stesse.

## Missioni e schieramenti
Nonostante lo status di potenza mondiale, il Giappone si è tenuto fuori dalla responsabilità per la difesa del territorio. Avendo rinunciato alla guerra, al possesso del potenziale bellico, al diritto di belligeranza, e al possesso di armi nucleari, ritiene di dover possedere solo il minimo necessario per difendersi da minacce esterne. Entro questi limiti, sulla Legge sulle Forze di autodifesa del 1954 si basa la formulazione delle varie missioni della SDF. La legge dichiara che le forze di terra, aria e mare devono preservare la pace e l'indipendenza e mantenere la sicurezza nazionale conducendo operazioni su terra, mare e nell'aria per difendere la nazione da aggressioni dirette ed indirette.
Le modalità attraverso cui queste missioni devono essere svolte sono descritte nel decreto di Politica Base per la Difesa Nazionale adottata dal governo nel 1957, che rimane in vigore. Secondo questo documento, la sicurezza della nazione sarebbe garantita supportando le Nazioni Unite e promuovendo la cooperazione internazionale, stabilizzando gli affari interni e promuovendo un welfare pubblico, sviluppando gradualmente una capacità effettiva di autodifesa, e facendo i conti con le aggressioni esterne sulla base delle decisioni sulla sicurezza di Giappone e Stati Uniti, attendendo un effettivo funzionamento delle Nazioni Unite.

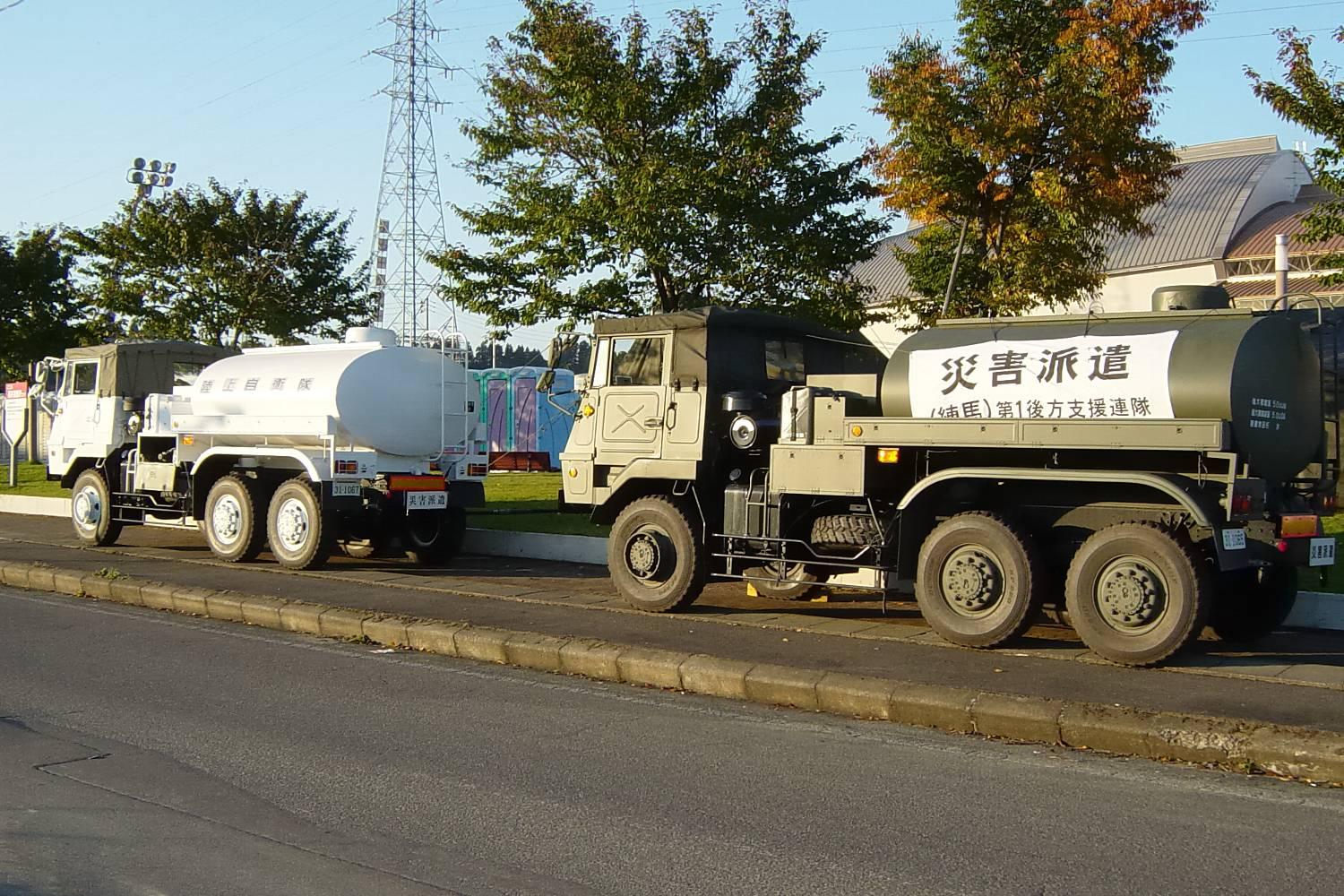
Camion militari per il rifornimento, GSDF

Le missioni militari sono formulate in maniera molto generica, lasciando gli aspetti specifici aperti ad un'ampia interpretazione. Questo ha suggerito ai critici che la nazione non ha una strategia militare. Nella direttiva del Programma per la Difesa Nazionale del 1976, il consiglio dei ministri cercò di definire le missioni in maniera più specifica, definendo linee guida per il mantenimento e le operazioni della SDF. Seguendo queste linee guida, in casi di attacco limitato o su scala ristretta, le forze giapponesi risponderebbero prontamente per controllare la situazione. Se le forze nemiche dovessero attaccare con forze maggiori di quelle che il Giappone può fronteggiare da solo, la SDF combatterà gli attaccanti fin quando gli Stati Uniti verranno in suo aiuto. Contro la minaccia nucleare, il Giappone fa affidamento sul deterrente nucleare degli Stati Uniti. Per compiere le sue missioni, la SDF manterrebbe una sorveglianza, pronta a rispondere ad attacchi diretti e indiretti, sarà capace di gestire il comando, le comunicazioni, la logistica e l'addestramento di supporto, e sarà disponibile per l'assistenza nei disastri.
Le linee guida specificano quote di personale, equipaggiamento ed elementi particolari della missione per ciascuna forza armata considerati necessari per completare i propri obiettivi. La GSDF difenderà la nazione contro invasioni terrestri e minacce alla sicurezza interna, potrà essere schierata in ogni parte della nazione, e proteggerà le basi di tutte e tre le branche della SDF. La MSDF fronteggerà le invasioni via mare, sposterà le mine, pattuglierà e sorveglierà le acque circostanti, e difenderà e farà la guardia alle acque costiere, ai porti, alle baie, e ai canali principali. La ASDF fornirà capacità aerea e intercettatori di missili, garantirà unità combattenti di supporto alle operazioni terrestri e marittime, farà ricognizioni aeree e fornirà trasporto aereo per tutte le forze, e manterrà unità in preallerta sia in volo che stazionarie.
La stima a medio termine della Difesa per gli anni dal 1986 al 1990 prospetta una SDF modernizzata e con un ruolo più ampio. Mantenendo i patti di sicurezza tra Giappone e Stati Uniti e la politica esclusivamente difensiva imposta dalla costituzione, questo programma ha migliorato le capacità difensive giapponesi. Tra i suoi obiettivi specifici c'era il miglioramento della difesa aerea modernizzando gli aerei intercettatori e i missili terra-aria, migliorando la guerra anti-sottomarina e le pattuglie di aerei anti-sottomarino, migliorando l'intelligence, la ricognizione, il comando, il controllo e le comunicazioni. Molti degli obiettivi di questo programma sono stati raggiunti, mentre gli obiettivi a medio termine stimati dalla Difesa per gli anni dal 1991 al 1995, nonostante poggiassero sul programma precedente, furono rimandati.
Il ruolo della SDF nelle calamità è definito dall'articolo 83 della Legge della forza di autodifesa del 1954, richiede unità per rispondere a chiamate da governatori di prefetture per l'aiuto negli incendi, nei terremoti, nella ricerca di dispersi, nel soccorso, e nel rinforzo di terrapieni e barriere in caso di inondazioni. La SDF non è mai stata impiegata in azioni di polizia, ed è improbabile che in futuro le vengano assegnati compiti di sicurezza interna.

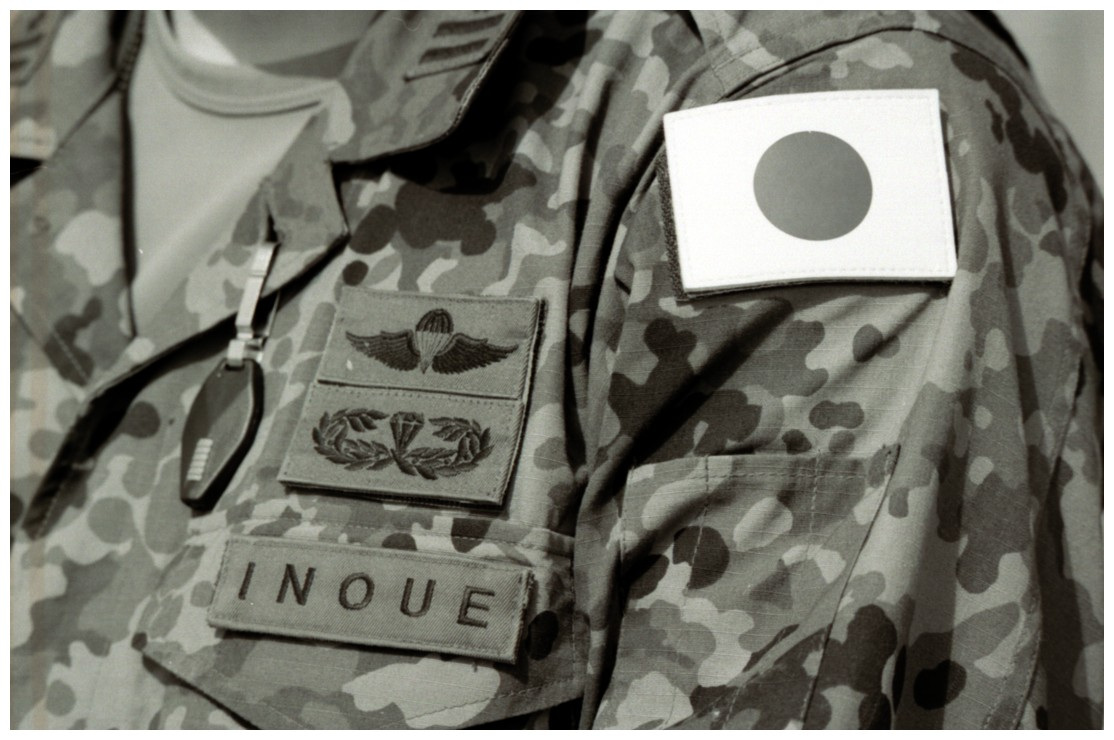
Particolare dell'uniforme di un soldato giapponese in servizio a Baghdad, Iraq (aprile 2005).

Nel giugno del 1992, la Dieta Nazionale ha approvato una Legge di Cooperazione con le Nazioni Unite per il Mantenimento della Pace che ha permesso alla SDF di partecipare alle operazioni mediche, di aiuto dei rifugiati, ai trasporti, al riparo delle infrastrutture, al controllo delle elezioni, e alle operazioni politiche sottostando a severe condizioni. Il personale non combattente della SDF, grazie anche agli sforzi diplomatici giapponesi, ha contribuito alla risoluzione pacifica dei disordini in Cambogia e all'applicazione degli accordi di pace di Parigi.

Nel maggio del 1993, 53 membri della SDF furono inviati in Mozambico per le operazioni di mantenimento della pace delle Nazioni Unite. Nonostante ciò, l'utilizzo di personale della SDF al di fuori dei confini del Giappone è rimasto un argomento controverso, e i membri del Partito Socialdemocratico (SDPJ) e altri partiti nella Dieta continuano ad opporsi alla mobilitazione estera del personale SDF, perfino per prestare soccorso a cittadini giapponesi in pericolo.
Il primo impiego oltre oceano al di fuori di accordi con le Nazioni Unite ebbe luogo nel 2004 in Iraq, come truppe di pace. Nel 2005 la forza di difesa giapponese ha assistito brevemente la popolazione dell'Indonesia a seguito dello tsunami.
Nel 2004, l'amministrazione Koizumi ha ordinato un impiego delle truppe in Iraq a seguito della richiesta ufficiale fatta dagli Stati Uniti. Questo ha segnato un'importante svolta nella storia del Giappone, dato che per la prima volta dalla fine della II guerra mondiale il Giappone ha spedito truppe all'estero, eccezion fatta per i pochi interventi di pacificazione delle Nazioni Unite. Alla luce dell'Articolo 9 della Costituzione questo intervento è stato da molti considerato illegale dividendo nettamente l'opinione pubblica. Poiché la forza militare del Giappone è costituzionalmente una forza auto difensiva, le truppe hanno dovuto rimanere disarmate ed essere protette dalle truppe australiane. La missione è terminata il 27 luglio 2006.

## Il posto nella vita nazionale

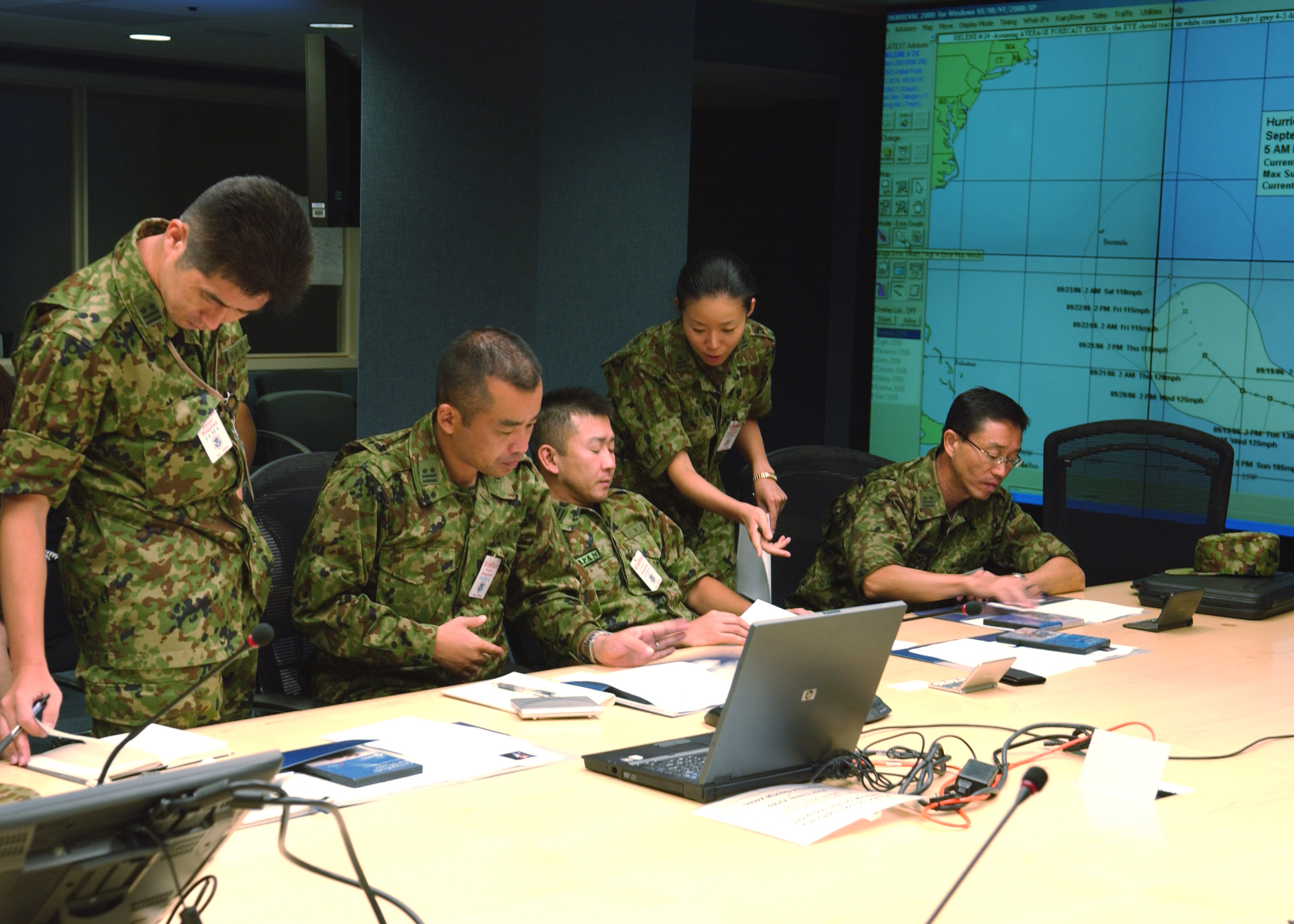
Personale dello Rikujō Jieitai (esercito) durante un'esercitazione nel 2006.

L'Agenzia di Difesa, consapevole di non poter portare a termine il proprio programma senza il supporto popolare, ha sempre fatto molta attenzione all'opinione pubblica. Nonostante i giapponesi abbiano continuato a nutrire sospetto riguardo alle forze armate, verso la fine degli anni ottanta l'antimilitarismo è andato diminuendo, rispetto all'inizio degli anni cinquanta quando fu fondata la SDF. A quei tempi, appena dopo l'orribile sconfitta della II Guerra Mondiale, molte persone hanno smesso di credere che le forze militari potessero mantenere la pace o servire gli interessi nazionali. Intorno alla metà degli anni settanta il ricordo della guerra si stava offuscando e un numero crescente di persone pensava che il ruolo militare e diplomatico del Giappone dovesse andare di pari passo con la sua forza economica, che stava crescendo rapidamente. Allo stesso tempo, la contesa strategica tra Stati Uniti e URSS nell'area attorno al Giappone si stava inasprendo. Nel 1976 il direttore generale dell'Agenzia per la Difesa Sakata Michita invitò il consiglio dei ministri ad adottare la Direttiva del programma di Difesa Nazionale per migliorare la qualità delle forze armate e definire meglio il suo ruolo strettamente difensivo. Per fare in modo che questo programma venisse ben accolto, Sakata dovette accettare un tetto massimo dell'1% del PIL per le spese militari e il divieto di esportare armi e tecnologia militare. La direttiva fu adottata e, secondo i sondaggi di opinione, fu approvato da circa il 60% della popolazione. Nel resto degli anni settanta e negli anni ottanta, la qualità della SDF è migliorata così come è aumentato il favore dell'opinione pubblica verso la questione militare.
Nel novembre del 1982 l'ex direttore generale dell'Agenzia per la Difesa Yasuhiro Nakasone, diventò primo ministro e si trovò sotto forti pressioni da parte degli Stati Uniti e da altre nazioni occidentali affinché si muovesse verso una politica difensiva più assertiva, in linea con il suo status di una tra le maggiori potenze economiche e politiche mondiali. Un forte sentimento antimilitarista era rimasto nell'opinione pubblica giapponese, comunque, specialmente nei partiti di opposizione, e Nakasone scelse una soluzione di compromesso, ingrandendo gradualmente la SDF e continuando ad accrescere i fondi, pur facendo attenzione a non andare oltre i limiti dell'autodifesa.

Nel 1985 ha sviluppato la Stima della Difesa a Medio Termine. Sebbene quel programma incontrasse il sostegno dei cittadini, i suoi obiettivi non potevano essere raggiunti senza superare il tetto dell'1% del PIL assegnato alle spese militari, che continuava ad essere fortemente sostenuto dall'opinione pubblica. In un primo momento il governo cercò di aggirare il problema dilazionando il pagamento e facendo figurare nel budget solo i costi iniziali delle maggiori strutture militari. Verso la fine del 1986, tuttavia, divenne chiaro che il tetto massimo dell'1% doveva essere superato. Così il 24 gennaio del 1987, in una riunione straordinaria, il gabinetto abolì questo tetto. Nel marzo 1987 un sondaggio dell'Asahi Shimbun rivelò che questa mossa fu fatta contro l'opinione pubblica: solo il 15% della popolazione approvava la rimozione del tetto massimo e il 61% la disapprovava. Ma un successivo sondaggio del gennaio 1988 condotto dall'Ufficio del Primo ministro indicò che il 58% approvava l'aumento del budget della difesa fino all'1,004% del PIL per l'anno fiscale 1987.
Nel 1987 il governo giapponese revisionò i modi in cui esso poteva assistere le forze amiche nel proteggere i trasporti nel Golfo Persico. Furono prese in esame molte possibilità, tra cui quella di mandare dei dragamine nel Golfo, ma mandare delle forze militari nel Golfo sarebbe stato inaccettabile per l'opinione pubblica giapponese. Pertanto, il governo decise di finanziare solo l'installazione di guide per la radio navigazione per i trasporti nel Golfo.
La SDF fu sempre più ben vista durante gli anni ottanta, tanto che in un sondaggio del 1988 più della metà degli intervistati provava interesse per la SDF e più del 76% dicevano di essere gradevolmente impressionati. Sebbene la maggioranza (63,5%) degli intervistati fosse consapevole che lo scopo principale della SDF era il mantenimento della sicurezza nazionale, un numero ancora maggiore (il 77%) pensava che l'aiuto in caso di disastro fosse la funzione più utile. La SDF continuò perciò ad impiegare molte delle sue risorse e del suo tempo nell'aiuto nelle calamità e in altre operazioni in caso di disastro civile, coinvolgendo 138000 uomini, 16000 veicoli, 5300 aerei, e 120 navi e piccole barche. In più la SDF partecipò alle operazioni di prevenzione terremoti e aveva a disposizione una grande quantità di ordigni esplosivi risalenti alla II Guerra Mondiale, specialmente ad Okinawa. Le forze armate parteciparono inoltre a lavori pubblici, cooperarono nel gestire eventi sportivi di atletica, presero parte alla spedizione antartica annuale, a sopralluoghi aerei per controllare le condizioni del ghiaccio per i pescatori, e a formazioni geografiche per progetti di costruzione. Specialmente attenta a mantenere relazioni armoniose con le comunità che abitano vicino alle basi, la SDF ha costruito nuove strade, reti di irrigazione, e scuole in queste aree. Barriere antirumore furono installate nelle case e negli edifici pubblici situati vicino alle basi aeree. Nonostante queste misure la resistenza locale alle installazioni militari è rimasta forte in alcune aree.

## Festa
Dalla fine della seconda guerra mondiale, viene dedicata ogni anno una giornata alle Forze di Autodifesa Giapponesi. È stato scelto il 23 novembre come data per ricordare il giorno della fondazione di queste forze armate. La Rikujō Jieitai, Kaijō Jieitai e la Kōkū Jieitai gestiscono a rotazione i festeggiamenti. Si tiene anche un evento musicale di tre giorni chiamato Jieitai Ongaku Matsuri; la sua data varia di anno in anno.
All'epoca dell'impero giapponese, si teneva invece il giorno della commemorazione dell'esercito, celebrato ogni 10 marzo, in commemorazione della vittoria della battaglia di Mukden. Similarmente, la giornata della commemorazione della marina militare, veniva celebrata ogni 24 maggio, in commemorazione della battaglia di Tsushima. Queste ultime due giornate venivano festeggiate dal 1906 fino alla fine della seconda guerra mondiale, nel 1945.

## Lista di figure importanti della JSDF
- Yuji Fujinawa
- Yanai Shinsaku